# Minus
Minus (иногда пишут как M-nus или M_nus) — звукозаписывающий лейбл канадского диджея и музыканта Ричи Хотина (англ. Richie Hawtin). Был основан в 1998 году и был задуман как место, где издавалась бы электронная музыка с минималистичным звучанием.

## История
В отличие от лейбла Plus 8, где издавалась музыка больше предназначенная для танцпола с достаточно жестким уклоном, концепция Minus была заточена под минимализм, к которому тяготел Ричи Хотин. На этом лейбле Ричи выпустил несколько альбомов своего знаменитого проекта Plastikman, компиляцию свой концептуальной серии Concept, плюс здесь же дебютировали (или получили более широкую известность) многие молодые музыканты, вроде Мэтью Джонсона (англ. Mathew Jonson), Мэтью Дира (англ. Matthew Dear), Марка Хоула (англ. Marc Houle), Магды (англ. Magda), Трой Пирса (англ. Troy Pierce) и некоторых других.
Имеет подлейбл — Item & Things, который в 2006 году запустили Магда, Трой Пирс и Марк Хоул.